# Sani Bečirović
Sani Bečirović, slovenski košarkar, * 19. maj 1981, Maribor.

## Klubska kariera
Bečirović je začel kariero v domačem klubu KK Bistrica. Pred sezono 1996-97 je prestopil v Maribor Ovne. Že po eni sezoni je prestopil v 
Pivovarno Laško, kjer je pod vodstvom trenerja in kasnejšega selektorja Aleša Pipana zelo hitro napredoval. Kot enega največjih talentov slovenske košarke ga je hitro opazil trener Union Olimpije Zmago Sagadin in ga pred sezono 1999/2000 pripeljal v klub. V prvi sezoni je bil večino časa menjava branilskemu paru Zdovc - Jasikevičius. Po njunem odhodu pa je v sezoni 2000/2001 prevzel vodilno vlogo v ekipi in bil s povprečje 20.7 točk eden najboljših strelcev in igralcev sezone v Evroligi. Po sezoni ga je v svoje vrste zvabil Kinder iz Bologne, ki ga je vodil znameniti italijanski trener Ettore Messina. Po dveh sezonah igranja v Italiji je zaradi finančnih težav kluba zapustil Kinder. Leta 2003 je bil izbran na naboru lige NBA s strani ekipe Denver Nuggets.  Podpisal je pogodbo s Krko, vendar je klub zaradi hudih težav s poškodbo kolen kmalu zapustil. Zaradi poškodbe je izpustil preostanek sezone 2003/04. Po poškodbi je podpisal pogodbo z Vareseom, kjer se je kmalu vrnil na nivo iger pred poškodbami. V sezoni 2005/06 je igral v Climamiu iz Bologne. Po tej sezoni je prestopil v atenski Panathinaikos kjer je pod vodstvom znamenitega trenerja Želimira "Željka" Obradovića osvojil 2 naslova grškega prvaka, grški pokal in leta 2007 tudi naslov prvaka Evrolige. Pred sezono 2008/09 je prestopil k Lottomatici iz Rima, kjer je nadaljeval z izjemnimi igrami. Januarja 2009 je bil razglašen za najkoristnejšega igralca(MVP) prvega dela Evrolige. Po koncu sezone 2008/09 je zapustil Lottomatico in se septembra leta 2009 vrnil v Ljubljano k Union Olimpiji. Zaradi finančnih težav kluba je januarja 2010 zapustil Olimpijo in do konca sezone podpisal za Armani Jeans Milano. Sezono 2010/11 je začel v Turk Telekomu, sredi sezone pa je prejel ponudbo ruskega velikana CSKA  iz Moskve kateremu je pomagal do naslova Ruskega državnega prvaka. Avgusta 2010 se je na željo nekdaj odličnega košarkarja danes pa trenerja Saše Đorđevića pridružil Italijanskemu prvoligašu Benettonu iz Trevisa. V sezoni 2013/2014 se je pridružil ekipi KK Krka, kjer še danes blesti kot organizator igre in je poznan kot eden najboljših igralcev v ligi ABA. Kariero je zaključil leta 2015.

## Reprezentanca
Bečirović je že od začetka kariere stalni član slovenske reprezentance. Izkazal se je že z igranjem za mlajše kategorije. Na mladinskem evropskem prvenstvu leta 1998 v Varni je bil razglašen za najkoristnejšega igralca turnirja(MVP), obenem pa je bil tudi prvi strelec in asistent turnirja. Leta 2000 je ekipo Slovenije, v kateri je med drugimi igral tudi Boštjan Nachbar pripeljal do naslova evropskega prvaka do 20 let. Sam je postal tudi MVP turnirja. Za člansko reprezentanco je debitiral leta 1998 proti Slovaški v kvalifikacijah za EP 1999. Igral je na treh Evropskih prvenstvih leta 1999, 2001 in 2005. Zaigral je tudi na dveh Svetovnih prvenstvih leta 2006 in 2010 ter na kvalifikacijah za Olimpijske igre leta 2008. 

## Po koncu igralne kariere
Po koncu igranja se je sprva posvetil trenerski vlogi. Na povabilo srbskega selektorja in trenerja Saše Đorđeviča, je v sezoni 2015-16 pomočnik trenerja pri grškemu in evropskemu velikanu klubske košarke Panathinaikosu.
Od junija 2019 dela kot športni direktor kluba Cedevita Olimpija.
Zatem se je posvetil agenturi, pomoči mladim igralcem. V Mariboru in Slovenski Bistrici je ustanovil košarkarski šoli za otroke, ki nosita njegovo ime.

## Osebno
Njegov oče je košarkarski trener Memi Bečirović. Govori vse jezike nekdanje Jugoslavije, tudi makedonščino in albanščino. Je poročen in ima otroke. Njegov dedek se je priselil v Slovenijo leta 1938.
Osnovno šolo je obiskoval v Slovenski Bistrici (1988-1996), srednjo šolo na 2. gimnaziji v Mariboru (1996) in Srednji šoli za gostinstvo in turizem Celje (1997–2000).